# البدراوي (كفر سعد)
البدراوي هي إحدى قرى مركز كفر سعد التابع لمحافظة دمياط بجمهورية مصر العربية.